# Trixie Mattel
Brian Michael Firkus (ur. 23 sierpnia 1989), lepiej znany pod pseudonimem Trixie Mattel, to amerykańska drag queen, osobowość telewizyjna, muzyk i autor tekstów, pochodzący z Milwaukee w stanie Wisconsin. Mattel jest znana ze swojego przerysowanego wizerunku i mieszanki komedii i akustycznego popu. W 2015 roku brała udział w siódmym sezonie reality show RuPaul's Drag Race. W 2018 roku wygrała trzeci sezon RuPaul's Drag Race All Stars.

## Życie prywatne i kariera

### 1989-2014: wczesne lata i początki kariery
Brian Michael Firkus urodził się 23 sierpnia 1989 roku w Milwaukee w stanie Wisconsin. Jest po części Ojibwe i pochodzi z rodziny rdzennych Amerykanów z Crivitz w stanie Wisconsin. Miał znęcającego się ojczyma, który nazywał go „Trixie”, kiedy zachowywał się kobieco, co później zainspirowało jego pseudonim. Jej nazwisko zostało zainspirowane zamiłowaniem do lalek Mattel Barbie i zabawek dla dzieci. Zanim zdecydował się na „Trixie Mattel” jako swój pseudonim, początkowo rozważał imię Cupcake. Wprowadził się do swoich dziadków w wieku 15 lat. Jego dziadek był muzykiem country, który nauczył go grać na gitarze.
Po ukończeniu szkoły średniej Firkus studiował w Peck School of the Arts na Uniwersytecie Wisconsin w Milwaukee, gdzie uzyskał tytuł BFA i został wprowadzony do świata drag queens podczas występów w produkcji The Rocky Horror Show w Oriental Theatre. Po raz pierwszy wystąpił jako drag queen w LaCage NiteClub w Milwaukee, stając się regularnym wykonawcą sceny drag w Milwaukee. Występował z drag queens Kim Chi i Shea Couleé, a także od czasu do czasu występował w Chicago. Uczęszczał do szkoły wizażu w 2014 roku, zanim rzucił ją na rzecz udziału w RuPaul's Drag Race. Poza tym pracował w tym czasie w branży kosmetycznej w Sephorze, Ulta i MAC.

### 2015:RuPaul's Drag Race
Mattel po raz pierwszy zyskała szerokie zainteresowanie jako uczestniczka 7. sezonu RuPaul's Drag Race w 2015 roku. Po raz pierwszy została wyeliminowana w odcinku czwartym, a później ponownie weszła do rywalizacji w odcinku ósmym, wygrywając wyzwanie „Conjoined Twins” z Pearl Liaison. Mattel została ponownie wyeliminowana w odcinku 10, zajmując szóste miejsce w klasyfikacji generalnej i stając się pierwszą uczestniczką, która przetrwała więcej niż jeden odcinek po powrocie do rywalizacji. Po występie w programie Mattel występowała na swojej trasie komediowej Ages 3 and Up od 2015 do 2017 roku.

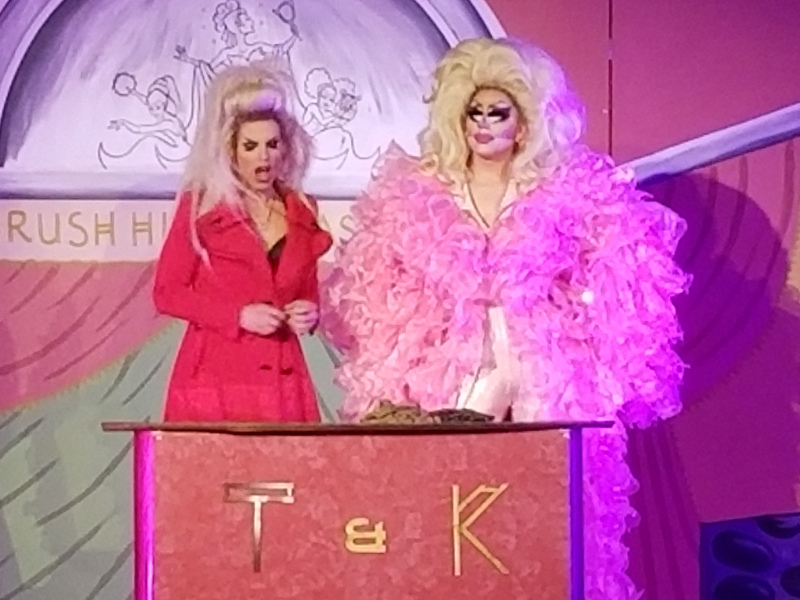
Trixie and Katya's High School Reunion w listopadzie 2017.

### 2015-2017:UNHhhh,Two Birds,The Trixie & Katya Show
W październiku 2015 roku Mattel wystąpiła gościnnie w specjalnym wydaniu WOWPresents Fashion Photo Review z inną uczestniczką z siódmego sezonu, Katyą Zamolodchikovą. World of Wonder stworzył później UNHhhh, komediowy serial internetowy z udziałem tego duetu. Seria stała się jednym z najbardziej udanych programów na kanale WOW Presents na YouTube i przyniosła im pierwszą nominację do nagrody Streamy Award w kategorii Show of the Year podczas 7. Streamy Awards. W listopadzie 2016 roku Mattel wystąpiła gościnnie jako ona sama w American Horror Story: Roanoke. Mattel samodzielnie wydała swój debiutancki album studyjny Two Birds 2 maja 2017 r. Album zadebiutował na drugim miejscu na liście Heatseekers Albums, na szóstym miejscu na liście Independent Albums i na 16. miejscu na liście Americana / Folk Albums. W grudniu 2017 roku Mattel wydała Homemade Christmas , EP-kę zawierającą trzy piosenki bożonarodzeniowe, w których wystąpiła Zamolodchikova.
W październiku 2017 roku ogłoszono, że UNHhhh dobiegnie końca po drugim sezonie. Wkrótce potem miał swoją premierę telewizyjny spin-off UNHhhh dla Viceland zatytułowany The Trixie and Katya Show. Program trwał do marca 2018 roku. W połowie sezonu Zamolodchikova przeszła kryzys zdrowia psychicznego, co spowodowało, że do końca sezonu została zastąpiona przez Bob the Drag Queen. Mattel i Zamolodchikova spotkały się ponownie w październiku 2018 roku w trzecim sezonie UNHhhh.
W listopadzie 2017 roku Mattel i Zamolodchikova wystąpiły w teatralnej adaptacji kultowego filmu Romy and Michele's High School Reunion z 1997 roku, zatytułowanego Trixie and Katya's High School Reunion. Również w listopadzie 2017 r. Mattel wyprodukowała wideo dla magazynu GQ Trixie Mattel Makes a PB&J (and More Importantly, a Cocktail), zdobywając nominację do nagrody James Beard Foundation Awards w kategorii humoru.

### 2018: Rupaul's Drag Race: All Stars
Trixie Mattel powróciła do serii Drag Race na trzeci sezon RuPaul's Drag Race: All Stars, który rozpoczął się 25 stycznia 2018 r. 15 marca 2018 r. pozostali uczestnicy głosowali za awansem do finałowej dwójki, gdzie Mattel ostatecznie wygrała z Kennedy Davenport. W grudniu 2018 roku wzięła udział w programie telewizyjnym RuPaul's Drag Race Holi-slay Spectacular i wygrała remis z innymi zawodnikami.

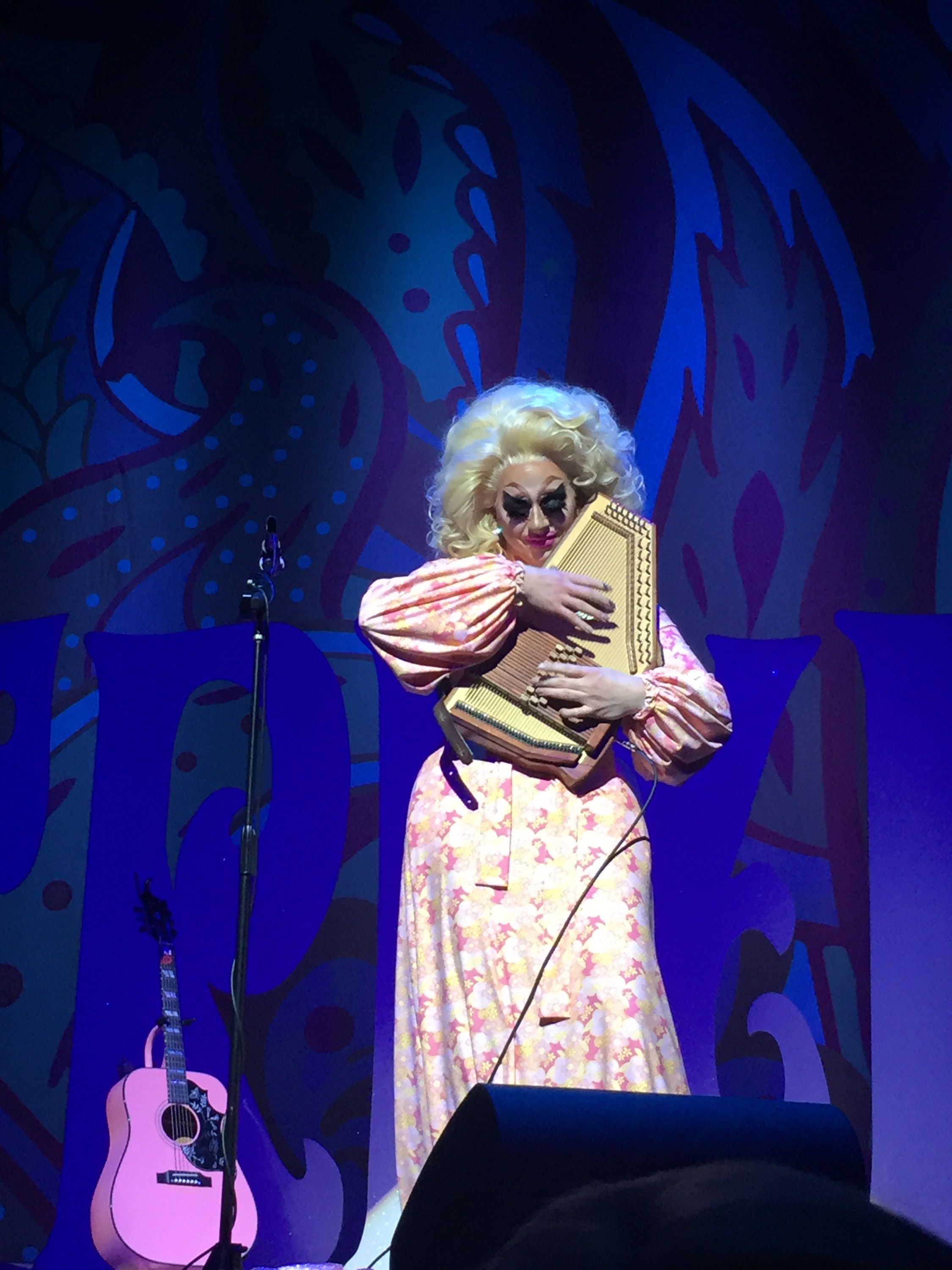
Trixie Mattel grająca na autoharfie.

### 2018-2019:One StoneiMoving Parts
3 lutego 2018 roku Mattel wydała akustyczną wersję swojej piosenki „Moving Parts” jako zapowiedź jej nadchodzącego albumu. Stał się jej pierwszym singlem na listach przebojów, osiągając 83 miejsce na szkockiej liście przebojów. Wypuściła swój drugi album studyjny, One Stone, 15 marca 2018 roku, tej samej nocy co finał All Stars. Album osiągnął 16 miejsce na liście Folk Albums, dziesiąte miejsce na liście albumów Independent i pierwsze miejsce na liście Heatseekers, stając się pierwszym albumem Mattel, który osiągnął pierwsze miejsce na liście Billboard.
W kwietniu 2018 roku rozpoczęła swoją nową światową trasę koncertową Now with Moving Parts, po której w tym samym roku odbyła się trasa Super Bowl Cut. Film dokumentalny zatytułowany Trixie Mattel: Moving Parts miał swoją premierę na festiwalu filmowym Tribeca w kwietniu 2019 r. i był wyświetlany do maja 2019 r. Dokumentuje Mattel, gdy wyrusza w trasę koncertową „Moving Parts” po zwycięstwie w All Stars, a także jej osobiste zmagania. Dokument został udostępniony na platformach Video On Demand 3 grudnia 2019 roku. Towarzysząca mu akustyczna ścieżka dźwiękowa została wydana jeszcze w grudniu. Pierwszy specjalny program komediowy Trixie Mattel: Skinny Legend, został wyemitowany na antenie OutTV w Kanadzie 26 września 2019 r.
Od 2019 Trixie Mattel i Katya Zamolodchikova prowadzą program internetowy I Like to Watch, stworzony przez Netflix i streamowany na firmowym kanale YouTube.

### 2019-2021:Barbara,Trixie & Katya's Guide to Modern Womanhood,The Bald and the Beautiful, andFull Coverage, Vol. 1
„Yellow Cloud” został wydany jako pierwszy singiel z nowego albumu Barbara 17 maja 2019 roku, ale nie przeszedł do ostatecznej wersji. „Malibu” został wydany jako oficjalny pierwszy singiel 24 stycznia 2020 roku, a album został wydany tydzień później przez Producer Entertainment Group i ATO Records. Album otrzymał później nominację do nagrody GLAAD Media Award dla najlepszego przełomowego artysty.
W styczniu 2019 roku Mattel i Zamolodchikova rozpoczęły czwarty sezon UNHhhh. W czerwcu 2019c roku Mattel była jedną z 37 drag queens, które znalazły się na okładce New York magazine. Magazyn umieścił Mattel na 4, miejscu w rankingu 100 najpotężniejszych drag queens w Ameryce.
Podczas pandemii COVID-19 kręcenie piątego sezonu UNHhhh zostało wstrzymane. W jego miejsce Mattel i Zamolodchikova wypuściły Trixie and Katya Save the World, spin-off nakręcony w ich domach. Mattel poświęciła też trochę czasu na stworzenie swojego kanału YouTube, który wcześniej zawierał samouczki dotyczące makijażu i teledyski, a następnie został rozszerzony o treści na temat zabawek i recenzje. Mattel i Zamolodchikova wznowiły kręcenie piątego sezonu UNHhhh później w 2020 roku i zaczęły nagrywać swój podcast The Bald and the Beautiful. 14 lipca 2020 roku Mattel i Zamolodchikova wydały Trixie and Katya's Guide to Modern Womanhood, parodię poradników dla kobiet. Książka była bestsellerem New York Timesa.
W lutym 2021 roku Mattel wydała cover utworu Violent Femmes „Blister in The Sun” i zapowiedziała wydanie EP Full Coverage, Vol. 1, na którym znalazły się trzy covery. EP ukazała się 30 kwietnia 2021 roku. W maju 2021 roku zapowiedziano Trixie Motel , reality show na Discovery +, który przedstawia renowację starego motelu w Palm Springs.
W sierpniu 2021 roku Mattel i Zamolodchikova wypuściły biuletyn zawierający porady Gooped. W listopadzie 2021 roku Mattel we współpracy z Integrity Toys ogłosiła „The Trixie Doll”, kolekcjonerską lalkę stworzoną na jej podobieństwo.

### 2021–obecnie:The Blonde & Pink Albums,Trixie Motel,Trixie and Katya LIVE
W grudniu 2021 roku odbyła się premiera talent show Queen of the Universe, w którym Mattel była jednym z jurorów. 12 listopada 2021 roku Mattel wydał singiel „Hello Hello”, który jest luźno inspirowany power popem z lat 60. Choreografię do teledysku przygotowała inna uczestniczka Rupaul's Drag Race, Laganja Estranja. Singiel „This Town ” z udziałem Shakey Graves ukazał się 28 stycznia 2022 r., wraz z zapowiedzią czwartego albumu studyjnego, podwójnego albumu zatytułowanego The Blonde & Pink Albums. Trzeci singiel „C'mon, Loretta” został wydany 15 kwietnia 2022 r., a 14-utworowy album ukazał się w czerwcu 2022 r.
Jesienią 2021 roku Trixie Mattel wraz ze swoim partnerem Davidem Silverem rozpoczęła remont motelu w Palm Springs. Proces renowacji został udokumentowany w limitowanej serii Discovery+ Trixie Motel, której premiera odbyła się 3 czerwca 2022 roku.
25 października 2022 ukazała się druga książka Trixie i Katyi, Working Girls: Trixie & Katya's Guide to Professional Womanhood.
31 maja 2022 Trixie Mattel wystąpiła wraz z Shakeyem Gravesem wykonując piosenkę "This Town" w programie Jimmy Kimmel Live!
7 lipca 2021 roku wyruszyła w pierwszą wspólną trasę z Katyą Zamolodchikovą, Trixie and Katya LIVE. Wystąpiły w USA oraz Europie. W występach w trasie towarzyszy im drag queen Kelly Mantle.
W czerwcu 2024 r. na Max miała miejsce premiera drugiego sezonu reality show Trixie Motel, tym razem skupiając się na renowacji domu Trixie. Mattel wystąpiła również gościnnie jako Shazam w komediowym serialu FX English Teacher.